# 1908 en France
Chronologie de la France
- 1904
- 1905
- 1906
- 1907
- 1908
- 1909
- 1910
- 1911
- 1912

Cette page concerne l'année 1908 du calendrier grégorien.

## Évènements
- 5 janvier : le général d’Amade prend le commandement du corps expéditionnaire chargé de la pacification du Maroc à Casablanca[1] ; il dirige la répression et mène de sanglants combats en février et en  mars contre les Chaouïa. Les effectifs sont portés à 14 000 hommes[2].
- 12 janvier : le premier message radio longue distance est transmis depuis la tour Eiffel par l'inventeur américain Lee De Forest[3].

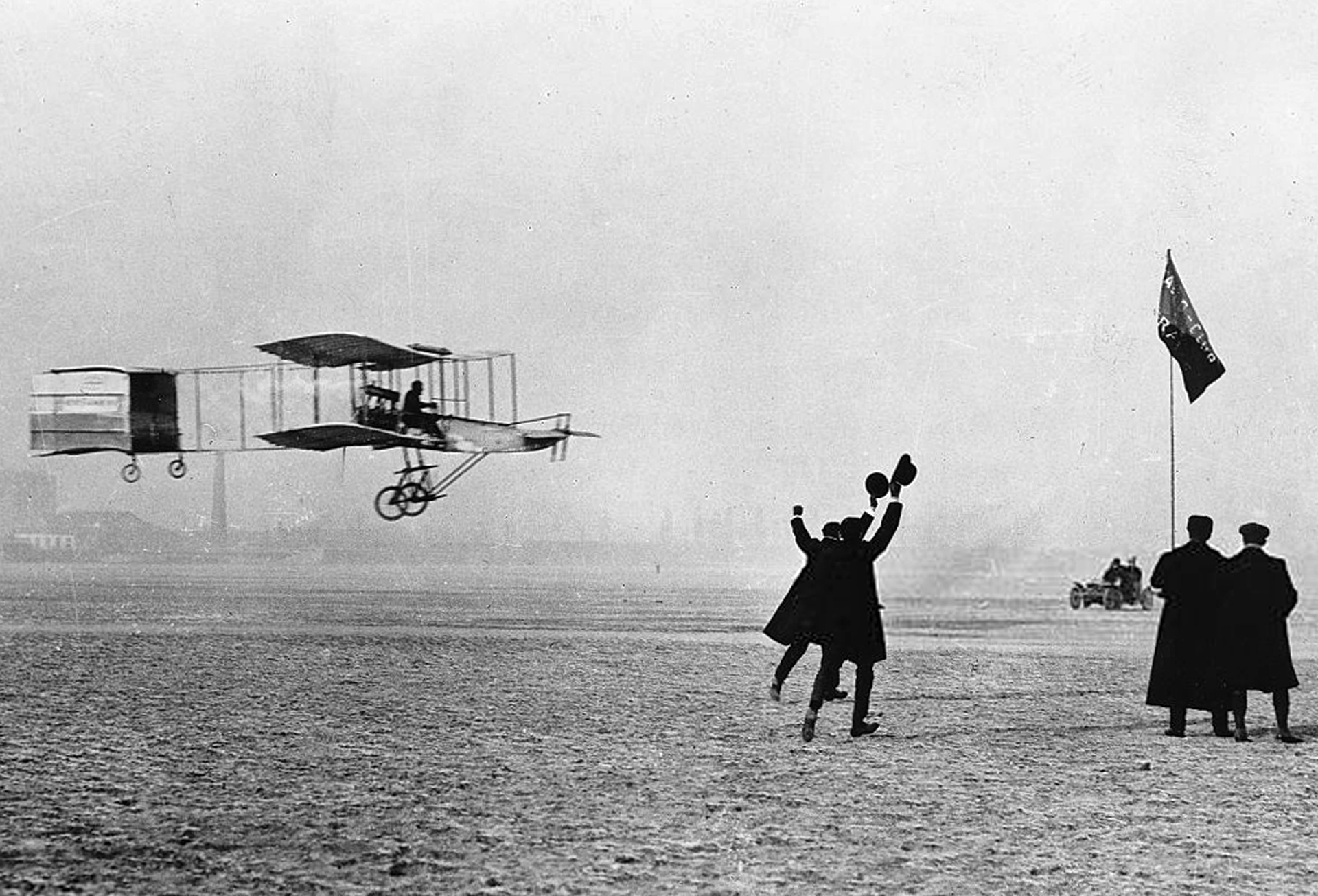
Henri Farman remporte le Grand Prix d’Aviation.

- 13 janvier : Henri Farman remporte le prix Archdeacon-Deutsch de la Meurthe[4] en effectuant au-dessus du terrain d'Issy-les-Moulineaux le premier vol officiel en circuit fermé d'un kilomètre, d'une durée de 1 min 28 s[5], à bord d'un biplan Voisin, baptisé Henri Farman n°1[6].
- 30 janvier : les femmes obtiennent le droit d'éligibilité aux conseils de prud'hommes  (loi approuvée par les sénateurs le 15 novembre)[7].

- 18 février : William Merlaud-Ponty devient gouverneur général de l’AOF (fin en 1916)[8]. François Joseph Clozel le remplace comme gouverneur du Soudan français (fin en 1915)[9].

- 12 mars : début d'un mouvement de protestation contre les corvées et les impôts dans la province de Quảng Nam en Annam (dit « révolte des cheveux coupés »)[10].

- 21 mars : fondation du quotidien d’extrême droite l’Action française, « organe du nationalisme intégral »[11] (Charles Maurras, Jacques Bainville, Léon Daudet).
- 29 mars :
  - victoire française sur le royaume du Ouaddaï au combat de Dokotchi[12].
  - Léon Delagrange et Henri Farman réussissent le premier vol avec passager sur un biplan[13].

- 2 avril : première publication du quotidien économique Les Échos sous le titre Les Échos de l’Exportation[14].
- 10 avril : loi Ribot sur les sociétés de crédit immobilier pour favoriser l'accession des familles ouvrières à la propriété[15]. Création du Crédit immobilier de France.
- 13 avril : promulgation de la loi sur la dévolution des biens de l’Église dont le texte a été amendé[16].
- 19 avril : loi allemande dictant le régime des associations en Alsace-Moselle[17].

- 1er mai :
  - ouverture de l’exposition hispano-française de Saragosse pour célébrer le centenaire du siège de Saragosse (fin le 5 décembre)[18].
  - Gabriel Angoulvant, nommé le 18 février, prend ses fonctions de lieutenant-gouverneur de Côte d'Ivoire[19].
- 3 et 10 mai : élections municipales[20].
- 13 mai : en Alsace, le Kaiser Guillaume II inaugure la restauration du château du Haut-Koenigsbourg, que lui avait aimablement offert « en gage de loyauté » la ville de Sélestat en 1899[21]. Cette restauration a été réalisée à partir de 1901 par l'architecte berlinois Bodo Ebhardt. L'empereur déclare « le Haut-Koenigsbourg sera pour l'Ouest de l'Empire ce que la Marienbourg est pour les Marches de l'Est... (il) ...fera partie du patrimoine de la maison impériale le plus longtemps possible ».

- 16 mai : le général Lyautey est nommé haut-commissaire de la République française à la frontière algéro-marocaine[22].
- 18 mai :
  - le Pourquoi pas ?, navire d’exploration polaire du commandant Charcot, est lancé à Saint-Malo[23].
  - Georges Sorel dans son article « Apologie de la violence » résume dans le Matin ses Réflexions sur la violence[24], ouvrage de base du syndicalisme révolutionnaire : « La grève générale est la manifestation la plus éclatante de la force individualiste dans des masses soulevées »[25].
- 25-29 mai : visite officielle  à Londres du président de la République Armand Fallières  et du ministre des Affaires étrangères Stephen Pichon[26].

- 2 juin : grève du bâtiment. Deux ouvriers grévistes sont tués au cours d’affrontement avec les forces de l’ordre à Draveil[27].

- 4 juin :

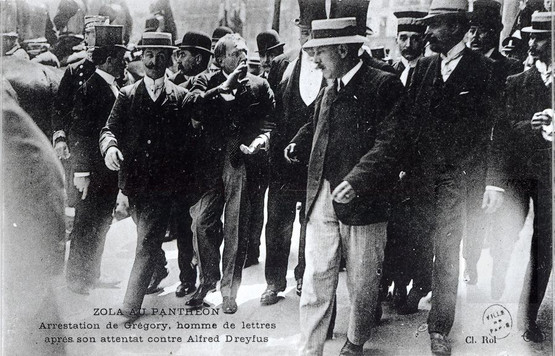
Arrestation de Louis Grégori.

  - les cendres d'Émile Zola sont transférées au Panthéon de Paris[20]. Louis Grégori, un journaliste de La Libre Parole tente d'assassiner Alfred Dreyfus lors de la cérémonie. Il est acquitté le 11 septembre[28].
  - la bande dessinée de Louis Forton Les Pieds nickelés est publiée pour la première fois dans la revue L'Épatant[29].
- 16 juin : victoire française décisive sur le royaume du Ouaddaï au combat de Djoua[12].

- 8 juillet : Thérèse Peltier, sculptrice française, est la première femme à monter dans un avion à Turin[30].
- 18 juillet-4 août : départ de Dunkerque du président Armand Fallières pour un voyage officiel au Danemark (20 juillet), en Suède (24 juillet) et Russie à bord du Vérité. Il est reçu par Nicolas II à Reval le 27 juillet. Les deux hommes expriment « la ferme volonté des deux pays amis et alliés de concourir au maintien et à la consolidation de la paix du monde »[31].

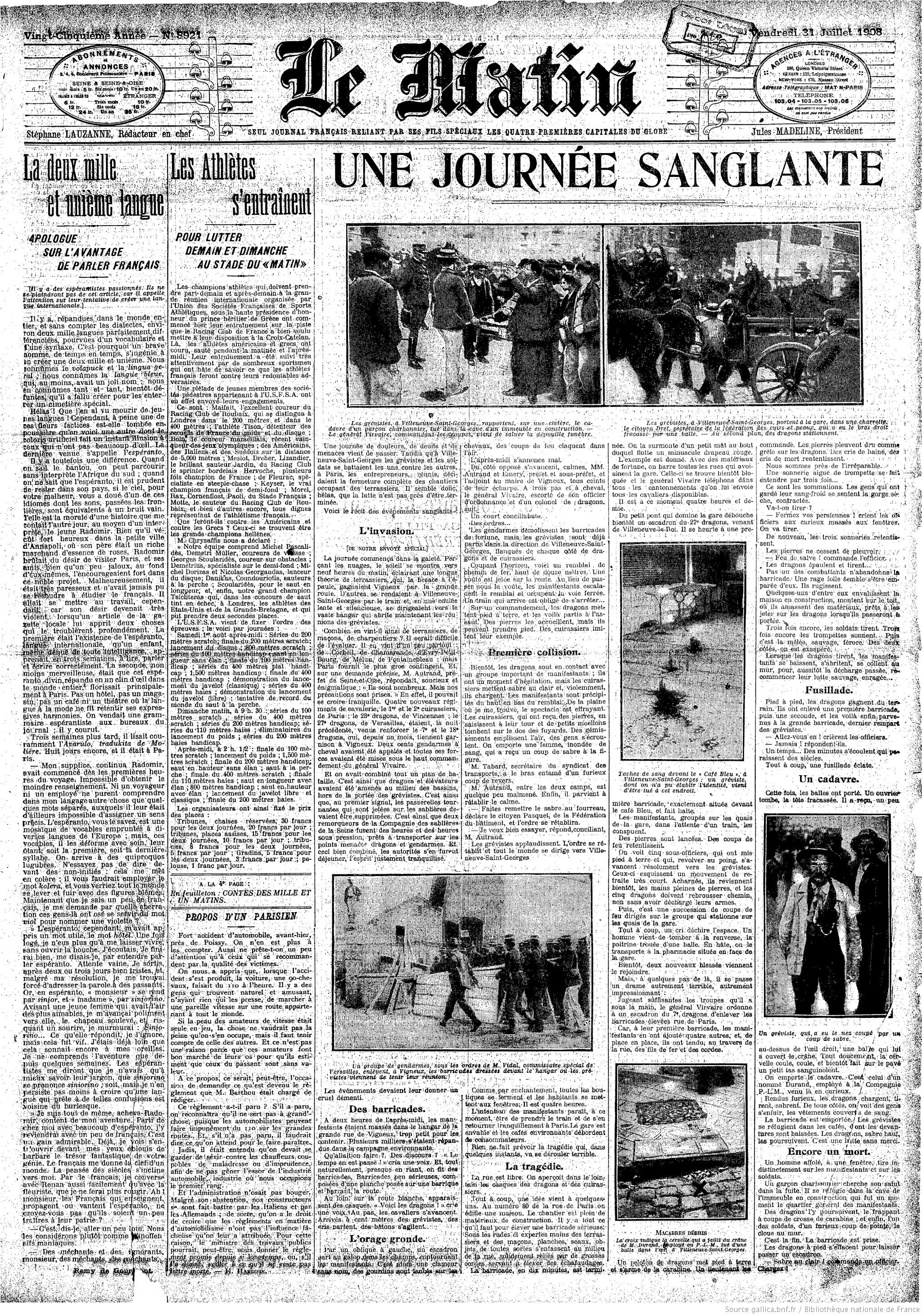
« Une journée sanglante », Le Matin du 31 juillet 1908.

- 27-30 juillet : grève du bâtiment. Incidents sanglants à Villeneuve-Saint-Georges[32]. Sept morts[27].

- 1er août : arrestation des secrétaires de la CGT à la suite de la grève de Draveil-Villeneuve-Saint-Georges[20].

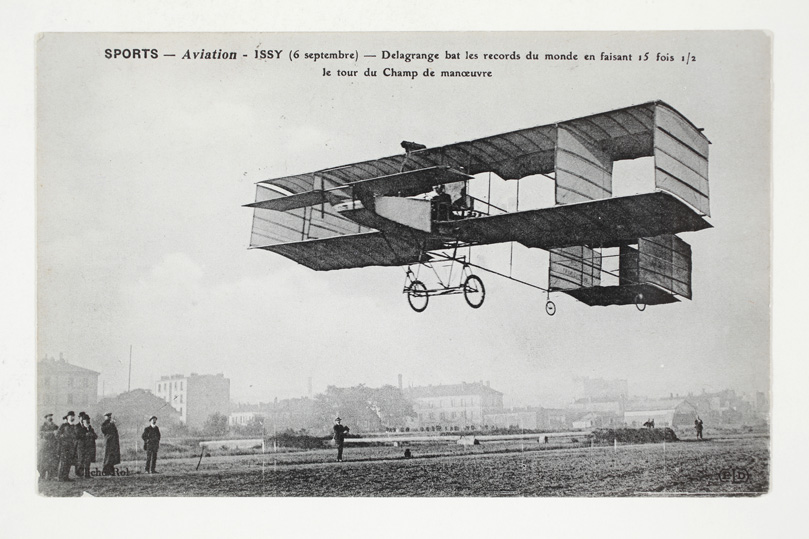
Delagrange bat les records du monde en faisant 15 fois et demi le tour du Champ de manœuvre.

- 6 septembre : Léon Delagrange bat tous les records de distance et de durée de vols à bord du biplan Voisin no 3 à Issy-les-Moulineaux, soit 24 727 m parcourus en 29 minutes et 54 secondes[33].

- 5 - 12 octobre : congrès de la Confédération générale du travail à Marseille[34]. Les réformistes l'emportent sur les révolutionnaires[35].
- 16 octobre : le jeune royaliste Maxime Réal del Sarte intervient à l'audience solennelle de rentrée de la Cour de Cassation et accuse les magistrats de « forfaiture » à propos du dernier pourvoi de l'affaire Dreyfus[36].
- 15 - 18 octobre : cinquième congrès national de la SFIO à Toulouse[37].
- 30 octobre : Henri Farman réalise sur un avion Voisin le premier voyage aérien entre Bouy et Reims, 27 kilomètres[38].

- 16 novembre : l’organisation royaliste des Camelots du roi (Maxime Real del Sarte et Henry des Lyons) est mentionnée pour la première fois dans L'Action française[36].

- 2 décembre : affaire Thalamas ; un professeur du lycée Charlemagne est chahuté puis giflé par des membres de l'Action française conduits par Maurice Pujo qui l'accusent d'avoir insulté la mémoire de Jeanne d'Arc ; le 17 février 1909 Amédée Thalamas est fessé publiquement[39].
- 8 décembre : le projet d'abolition de la peine de mort présenté par Aristide Briand, ministre de la Justice du cabinet Clemenceau est repoussé par la Chambre par 330 voix contre 201[40].

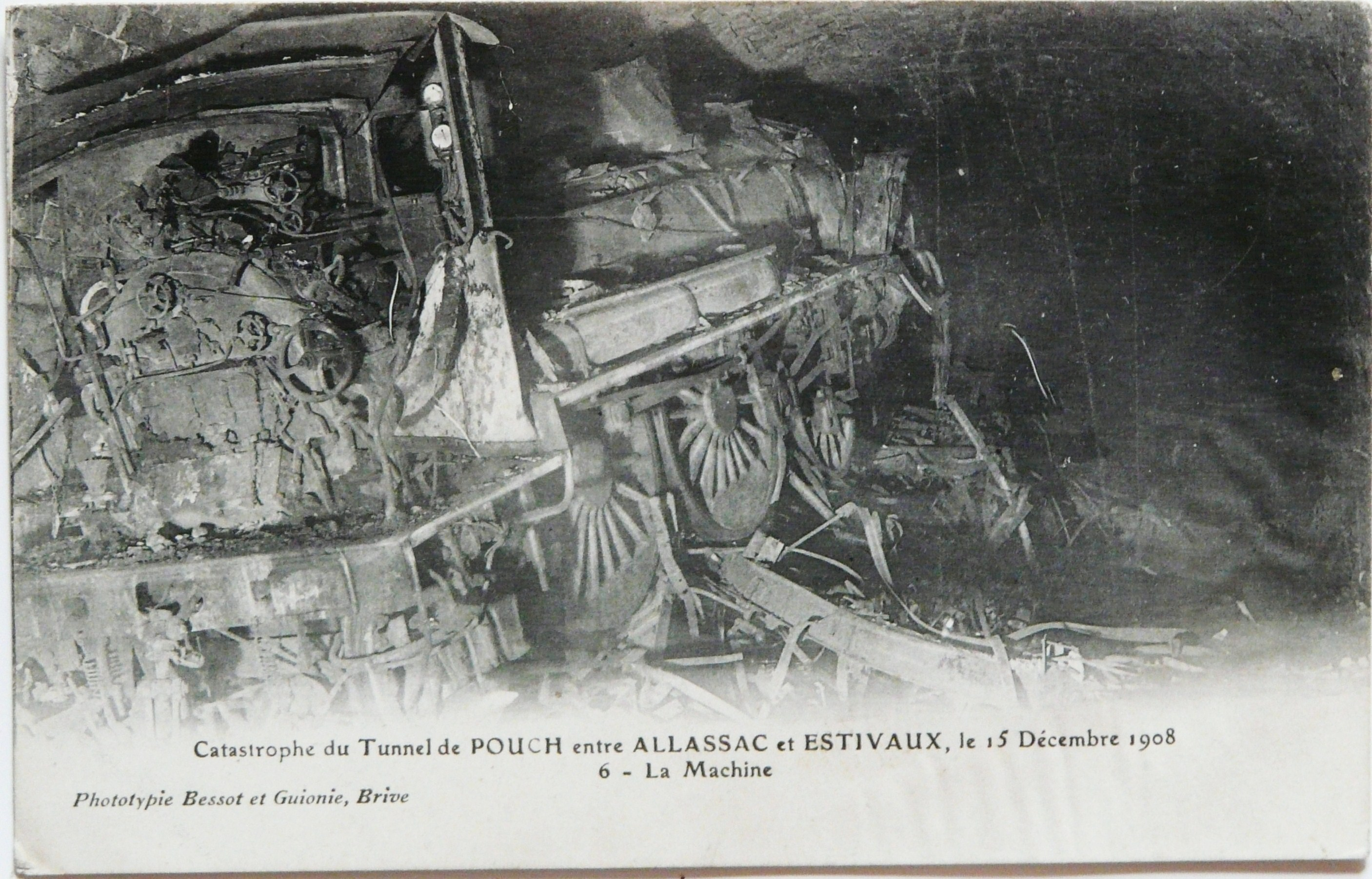
Accident ferroviaire du tunnel de Pouch.

- 15 décembre : la catastrophe ferroviaire du tunnel de Pouch en Corrèze fait 15 morts et 30 blessés[41].
- 24-30 décembre : premier Salon de l'aéronautique au Grand Palais[42].

- Premier Frat, ou « colonie fraternelle », pèlerinage créé par l'abbé Caillet qui permet à 21 jeunes garçons parisiens de se rendre à Lourdes à l’occasion du cinquantenaire des apparitions de la Vierge[43].
- Création de la société Comtesse du Barry par les époux Joseph et Gabrielle Dubarry à Gimont[44].
- Premiers autocars de tourisme[20].

## Naissances en 1908
- 9 janvier : Simone de Beauvoir, écrivain française. († 14 avril 1986).
- 14 mars : Maurice Merleau-Ponty, philosophe français († 4 mai 1961).
- 22 août : Henri Cartier-Bresson, photographe français († 3 août 2004).
- 6 novembre : Françoise Dolto, pédiatre et psychanalyste française. († 25 août 1988).
- 23 mai : Hélène Boucher, aviatrice française. († 30 novembre 1934).

## Décès en 1908

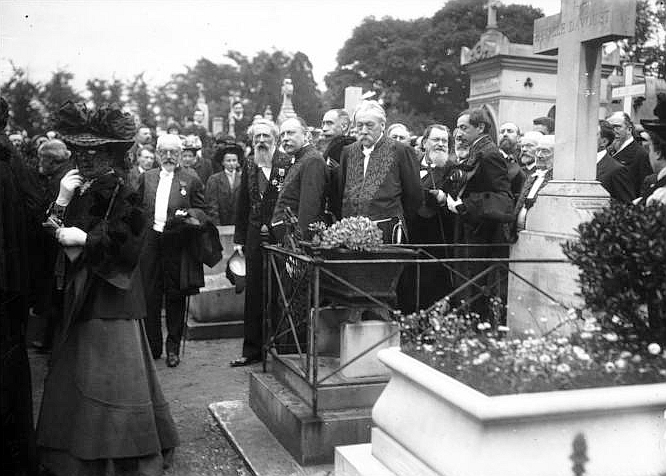
Funérailles de François Coppée.

- 28 janvier : François-Marie-Benjamin Richard, cardinal français, archevêque de Paris. (° 1er mars 1819).
- 23 mai : François Coppée, dramaturge et romancier français.